# Монтеза
Монтеза, Монтеса (кат. Montesa, ісп. Montesa) — муніципалітет в Іспанії, у складі автономної спільноти Валенсія, у провінції Валенсія. Населення — 1369 осіб (2010).

## Географія
Муніципалітет розташований на відстані близько 310 км на південний схід від Мадрида, 65 км на південь від Валенсії.

## Демографія
Динаміка населення (INE ):

## Галерея зображень

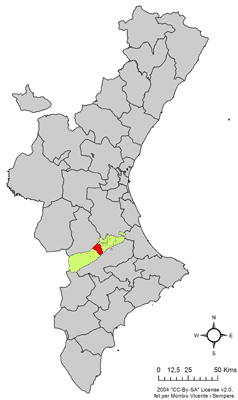
Розташування муніципалітету Монтеза у автономній спільноті Валенсія
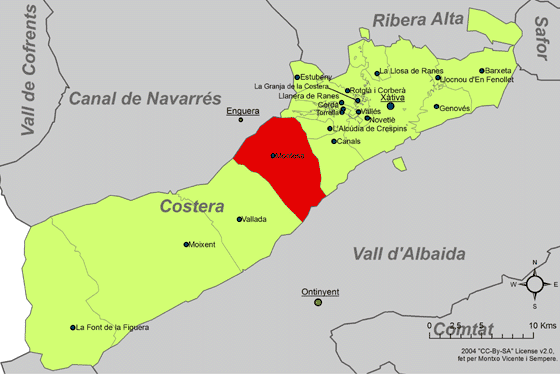
Розташування муніципалітету Монтеза у комарці Ла-Костера
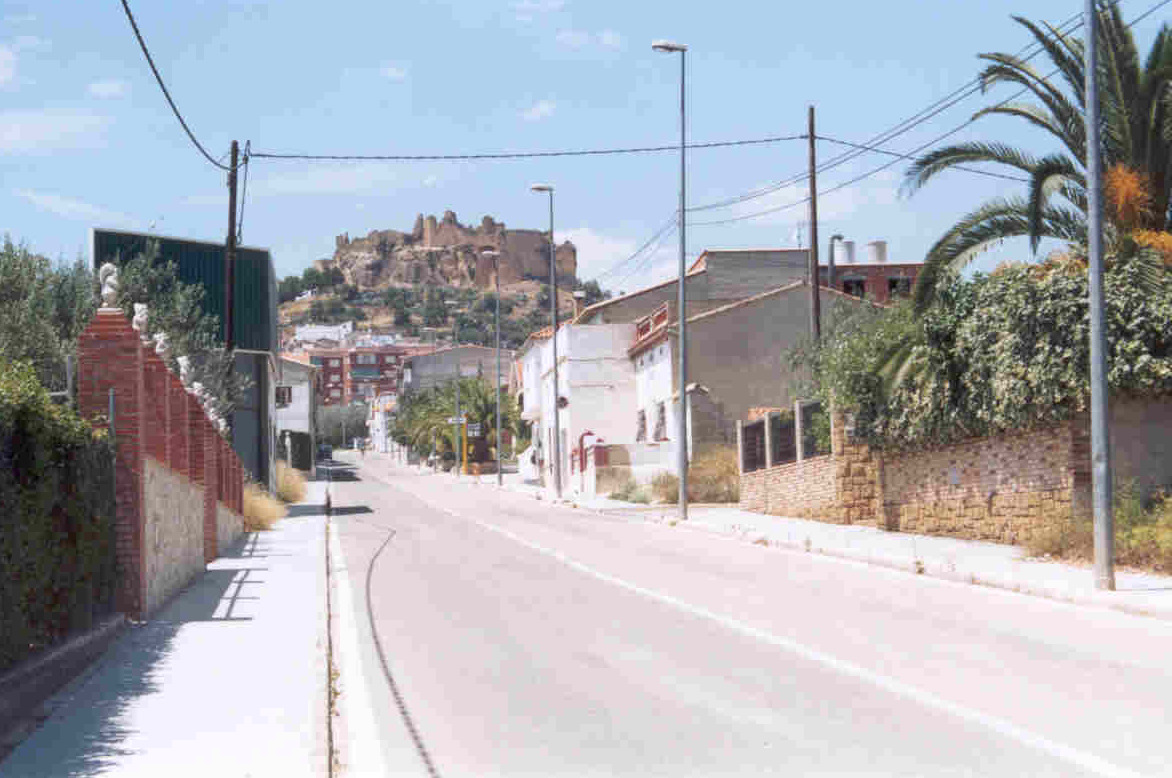
Замок